# PySide
PySide é um wrapper multiplataforma da linguagem Python para a biblioteca Qt. É uma alternativa de programação GUI ao Tkinter (padrão no Python). Outras alternativas populares são PyGTK, PyQT e wxPython. Assim como o Qt, PySide é um software livre.
Atualmente, PySide suporta Linux/X11, Mac OS X, MeeGo, Windows e Maemo.

## História
Em 2009, Nokia, os então proprietários do kit de ferramentas Qt queriam que a vinculação Python estivesse disponível sob a licença LGPL. Nokia falhou em chegar em um acordo com Riverbank Computing, os desenvolvedores do PyQt. Em agosto, Nokia lançou PySide. Ele havia funcionalidade similar, mas sob a licença LGPL.  'Side' sendo vinculação em finlandês.
Existem três versões maiores do PySide:
- PySide suporta Qt 4
- PySide2 suporta Qt 5
- PySide6 suporta Qt 6

## Olá, Mundo!
```
import
 
sys

from
 
PySide
 
import
 
QtCore
,
 
QtGui

app
 
=
 
QtGui
.
QApplication
(
sys
.
argv
)

win
 
=
 
QtGui
.
QWidget
()

win
.
resize
(
320
,
 
240
)
  

win
.
setWindowTitle
(
"Olá, Mundo!"
)
 

win
.
show
()
  

sys
.
exit
(
app
.
exec_
())

```